# Кирпільська
Кирпільська — станиця в Усть-Лабинському районі Краснодарського краю, утворює Кирпільське сільське поселення.
Населення — 5,6 тис. мешканців (2002).
Станиця розташована на берегах річки Кірпілі, у степовій зоні, за 17 км північніше міста Усть-Лабинськ. На заході межує зі станицею Раздольна, на сході — станицею Восточна.
Підприємства сільського господарства.

## Адміністративний поділ
До складу Кирпільського сільського поселення входить одна станиця Кирпільська.